# 列科维奇农村居民点
列科维奇农村居民点（俄语：Рековичское сельское поселение）是俄罗斯联邦布良斯克州杜布罗夫卡区所属的一个农村居民点。其下辖有9个居民点，行政中心为列科维奇。据2015年统计，该农村居民点的人口为1174人。